# 대한민국 형사소송법 제179조의2
대한민국 형사소송법 제179조의2는 감정의 촉탁에 대한 형사소송법의 조문이다.

## 조문
제179조의2(감정의 촉탁) ① 법원은 필요하다고 인정하는 때에는 공무소·학교·병원 기타 상당한 설비가 있는 단체 또는 기관에 대하여 감정을 촉탁할 수 있다. 이 경우 선서에 관한 규정은 이를 적용하지 아니한다.
②제1항의 경우 법원은 당해 공무소·학교·병원·단체 또는 기관이 지정한 자로 하여금 감정서의 설명을 하게 할 수 있다.
[본조신설 1995.12.29.]

第179條의2(鑑定의 촉탁) ① 法院은 필요하다고 인정하는 때에는 公務所·學校·病院 기타 상당한 設備가 있는 團體 또는 機關에 대하여 鑑定을 촉탁할 수 있다. 이 경우 宣誓에 관한 規定은 이를 적용하지 아니한다.
②第1項의 경우 法院은 당해 公務所·學校·病院·團體 또는 機關이 지정한 者로 하여금 鑑定書의 說明을 하게 할 수 있다.
[本條新設 1995.12.29.]

## 참고 문헌
- 손동권 신이철, 새로운 형사소송법(초판, 2013), 세창, 2013. ISBN 9788984114081